# Tiridate III di Partia
Tiridate III di Partia (persiano: تيرداد سوم; fl. I secolo) governò l'Impero partico per breve tempo, nel 35-36.
Era il nipote di Fraate IV. Fu inviato a Roma come ostaggio e lì fu educato.

## Biografia
Nel 36 circa, quando la nobiltà partica si ribellò ad Artabano II di Partia, chiese all'imperatore romano Tiberio un re della stirpe di Fraate. Tiberio inviò Tiridate in Oriente e ordinò a Lucio Vitellio (padre del futuro imperatore Vitellio) di ristabilire l'autorità romana in quella regione. Con operazioni militari e diplomatiche molto abili, Vitellio riuscì nel suo intento. Artabano fu abbandonato dai suoi seguaci e fuggì.
Tuttavia, Tiridate, che fu proclamato re, non riuscì a mantenersi, perché sembrava essere un vassallo dei Romani. Artabano tornò presto dall'Ircania con un forte esercito di ausiliari sciti (Dahai) e fu nuovamente riconosciuto dai Parti. Tiridate lasciò Seleucia e fuggì in Siria.
Lo storico romano Tacito scrive che il funzionario di corte partico Abdagase, che esercitava il controllo politico su Tiridate, risparmiò Tiridate dal pericolo impedendogli di visitare le tribù partiche. Questa politica evitò che i clan diffidenti si unissero nel frattempo contro Tiridate. Tuttavia, quando la situazione divenne insostenibile, fu Abdagase a consigliare a Tiridate di ritirarsi a ovest, in Mesopotamia, dove si trovavano posizioni difensive strategiche. Questa mossa fu considerata un atto di viltà dalle tribù partiche e portò all'estromissione di Tiridate dalla sua sede di potere.

### Primaria
- Cassio Dione, Storia romana, in BUR Classici greci e latini, traduzione di Giuseppe Norcio, Rizzoli, 1995, ISBN 978-88-17-17033-8.
- Tacito, Annales, libro IV, 32

### Secondaria
- Meyer, Eduard (1911). "Tiridates s.v. Tiridates III.", in Chisholm, Hugh (ed.). Encyclopædia Britannica. Vol. 26 (11th ed.). Cambridge University Press. p. 1010.
- Bunson, Matthew (1994). Encyclopedia of the Roman Empire. New York: Facts on File Inc.